# Kongōrin-ji

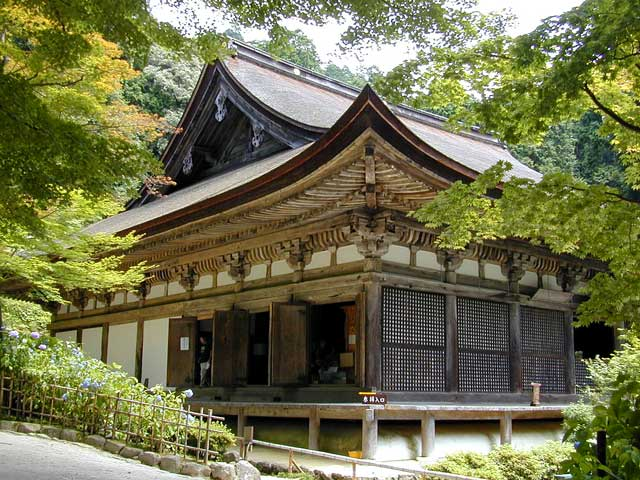
Haupthalle

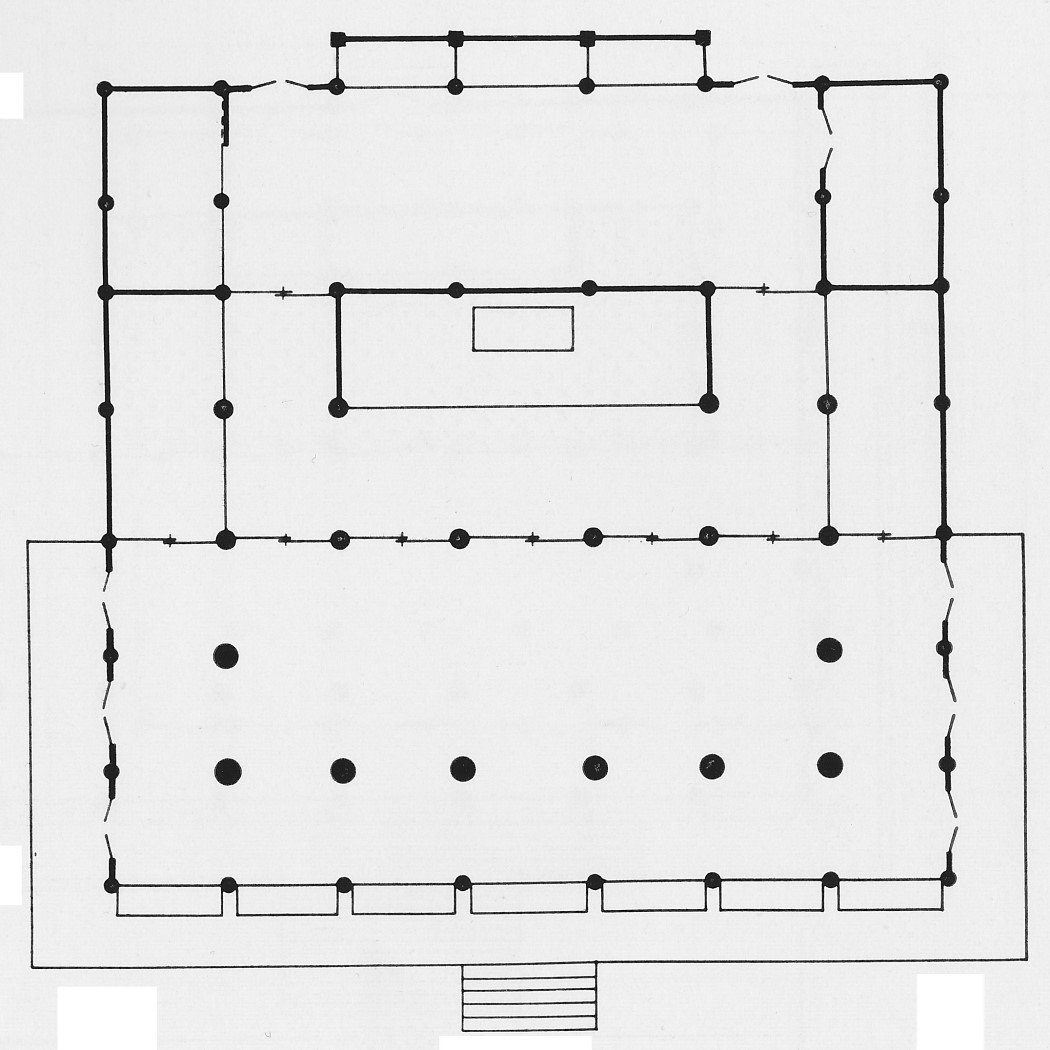
Plan der Haupthalle

Der Kongōrin-ji (japanisch 金剛輪寺) ist ein Tempel der Tendai-Richtung des Buddhismus in Aishō in der Präfektur Shiga, Japan. Er ist der mittlere der „Drei Tempel im Westen des Biwa-Sees“.

## Geschichte
Der Tempel-Überlieferung nach soll Priester Gyōki den Tempel auf Wunsch des Kaisers Shōmu errichtet haben. Auf der Ostseite des Sees waren von alters her die Echihata (依智秦) mächtig, sie dürften an der Errichtung des Tempels beteiligt sein. In der Kashō-Zeit (848–851) bemühte sich Priester Ennin (円仁; 794–864) um die Wiederbelebung und führte den Tempel zur Tendai-Schule. Am Ende der Heian-Zeit, als Minamoto no Yoshitsune auf Befehl von Yoritomo Kiso Yoshinaka (木曽 義仲; 1154–11484) vertreiben sollte, bat er Buun Chōkyū (武運 長久), zu diesem Tempel zu gehen und ihm ein großes Schwert zu stiften.
Im Mittelalter erfuhr der Tempel Unterstützung durch die Gouverneure der Provinz Ōmi, die zu den Ōmi-Genji gehörenden Sasaki, so dass eine Reihe von Klausen errichtet werden konnten. Aber dann wurde der Tempel durch die Ōnin- und Bummei-Wirren in Mitleidenschaft gezogen, und schließlich fiel Oda Nobunaga in die Provinz ein und vernichtete mit den Sasaki Rokkaku (佐々木 六角), den letzten Förderern. Immerhin besitzt der Tempel unter den „Drei Tempeln im Westen des Biwa-Sees“ die größten Schätze.

## Die Anlage
Hat man das äußere Tor (総門 Sōmon) passiert und steigt man die Steintreppe hoch, so erreicht man auf der linken Seite die Hauptklause, das Myōju-in (明壽院). Passiert man dessen Tor, das „Weiße Tor“, so erreicht man die Gartenanlage des Tempels aus der Momoyama- und Edo-Zeit. Der Garten ist zum Betrachten von Gewässern und Teich angelegt (池泉観覚式 Jizen kan’oku-shiki), im Unterschied zum japanischen Wandelgarten nicht zum Betreten. Der Garten auf drei Seiten der Mönchsresidenz ist als Natursehenswürdigkeit Japans (国名勝 Kuni meishō) registriert.
Rechts vom Garten befindet sich auf einer höher gelegenen Stelle die Goma-Halle (護摩堂) mit einem Pyramidendach und das mit einem Walmdach versehene Teehaus Suiunkaku (水雲閣). In der Goma-Halle steht ein Daikoku-ten (大黒天), also einer der Sieben Glücksgötter, der als Wichtiges Kulturgut Japans (im Folgenden als ◎ markiert) registriert ist. Er zeigt, typisch für ganz alte Darstellungen, ein außerordentlich grimmiges Gesicht und trägt ein Halbgewand.
Steigt man weiter die Steintreppe hoch, passiert man das Niten- beziehungsweise Niō-Tor (二天門 bzw. 仁王門, ~-mon; ◎). Es stammt aus der späten Muromachi-Zeit und hat ein Fußwalmdach, das mit Schindeln aus Zypressenrinde gedeckt ist. Links und rechts wachen zwei der Vier Himmelskönige, nämlich Zōchō-ten (増長天) und rechts Jikoku-ten (持国天). Dahinter befindet sich die Haupthalle (本堂, Hondō), hier auch „Halle des Mitgefühls“ (大悲閣 Daihi-kaku) genannt. Sie ist als Nationalschatz registriert. Sie hat einen quadratischen Grundriss von 7 mal 7 Ken, was hier eine Seitenlänge von 21 m ergibt. Die Halle ist im „japanischen Stil“, gemischt mit etwas Zen-Stil, ausgeführt und hat ein mit Zypressenschindeln gedecktes Fußwalmdach. Sie ist gegliedert in einen vorderen (外陣 Gejin), hinteren (内陣 Naijin) und einen rückwärtigen (裏堂 Uradō) Andachtsteil. Auf dem Altar (須弥壇 Shumidan) befindet sich ein Kabinett (厨子 Zushi; ◎).
Zur Rechten der Haupthalle steht eine dreistöckige Pagode (三重塔 Sanjū-no-tō; ◎), hier „Erwarte den Drachen-Pagode“ (待龍塔 Jiryū-no-tō) genannt. Ursprünglich in der Momoyama-Zeit errichtet, war sie mit der Zeit heruntergekommen, so dass nur das untere Geschoss erhalten blieb. 1978 wurde sie auseinandergenommen und mit der Ergänzung fehlender Teile wieder zusammengebaut. Nun ist sie wieder in alter Schönheit sichtbar.

## Schätze des Tempels
In dem Kabinett auf dem Altar befindet sich eine stehende Kannon als Kultfigur. Sie ist als wichtiges Kulturgut der Präfektur registriert. Rechts und links vom Kabinett stehen die Himmelsgötter beziehungsweise himmlischen Generäle, als ob sie Amida-Buddha schützen wollen. Auf der linken Seite befindet sich ein sitzender Amida-Buddha (阿弥陀如来; ◎) aus der Heian-Zeit, auf der rechten Seite ein weiterer Amida-Buddha (◎). Auf beiden Seiten daneben stehen die Himmelsgötter Fudō-myōō (不動明王; ◎) und Bishamon-ten (毘沙門天; ◎) aus dem Jahr 1211, Jikoku-ten (持国天; ◎) und Komoku-ten (広目天; ◎), also zwei der Vier Himmlischen Generäle. – Der Altar ist reich mit Gold und Perlmutt verziert und zeigt das Wappen der Sasaki, vier Quadrate mit Augen im Quadrat angeordnet (四つ目結, Yotsu meyui).
Eine kleine vergoldete Kannon-Figura aus Kupfer wurde von dem amerikanischen Arzt und Ostasienkenner William Sturgis Bigelow (1850–1926) erworben. Sie befindet sich heute im Museum of Fine Arts, Boston.

## Bilder

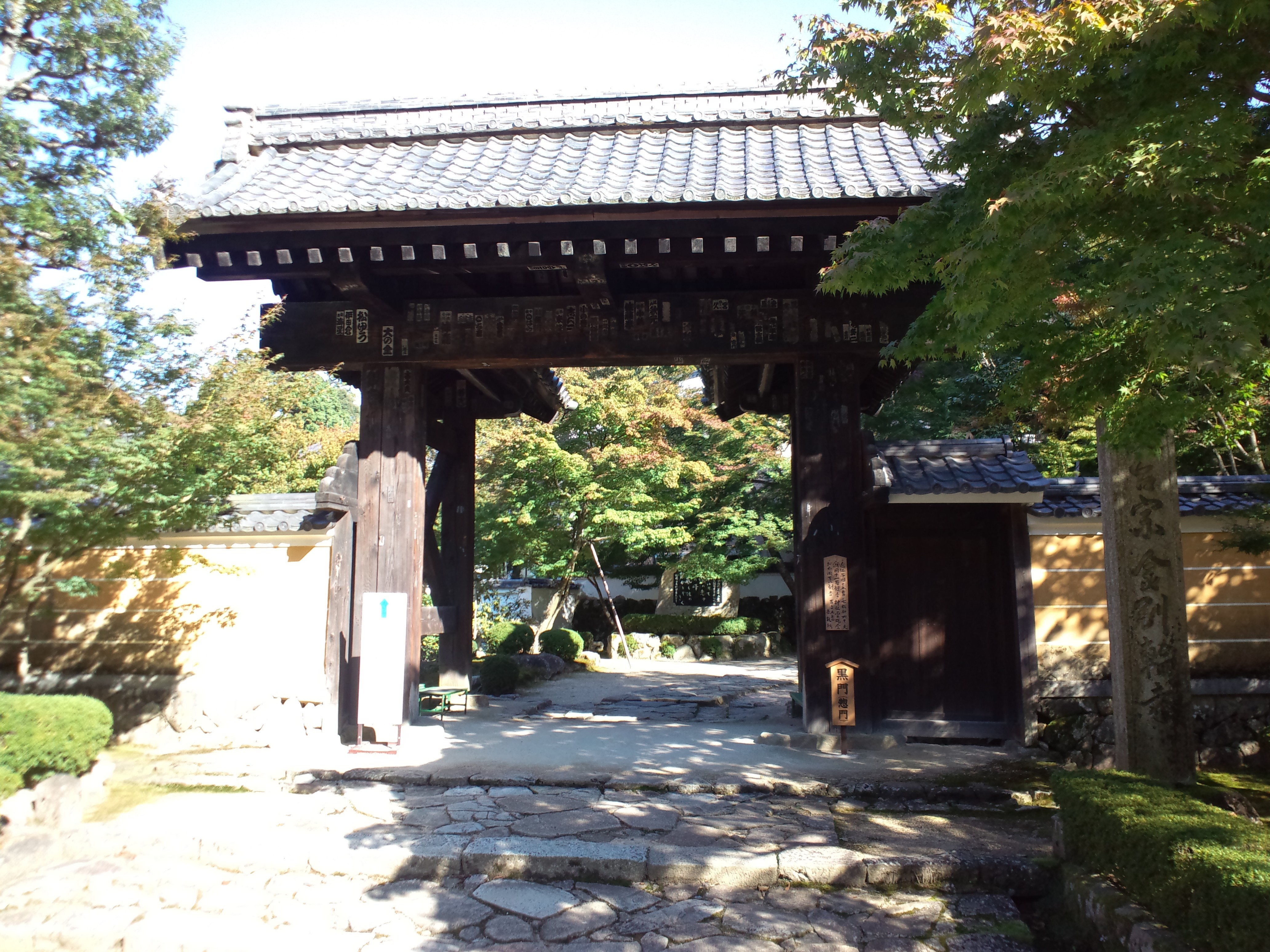
Äußeres Tor
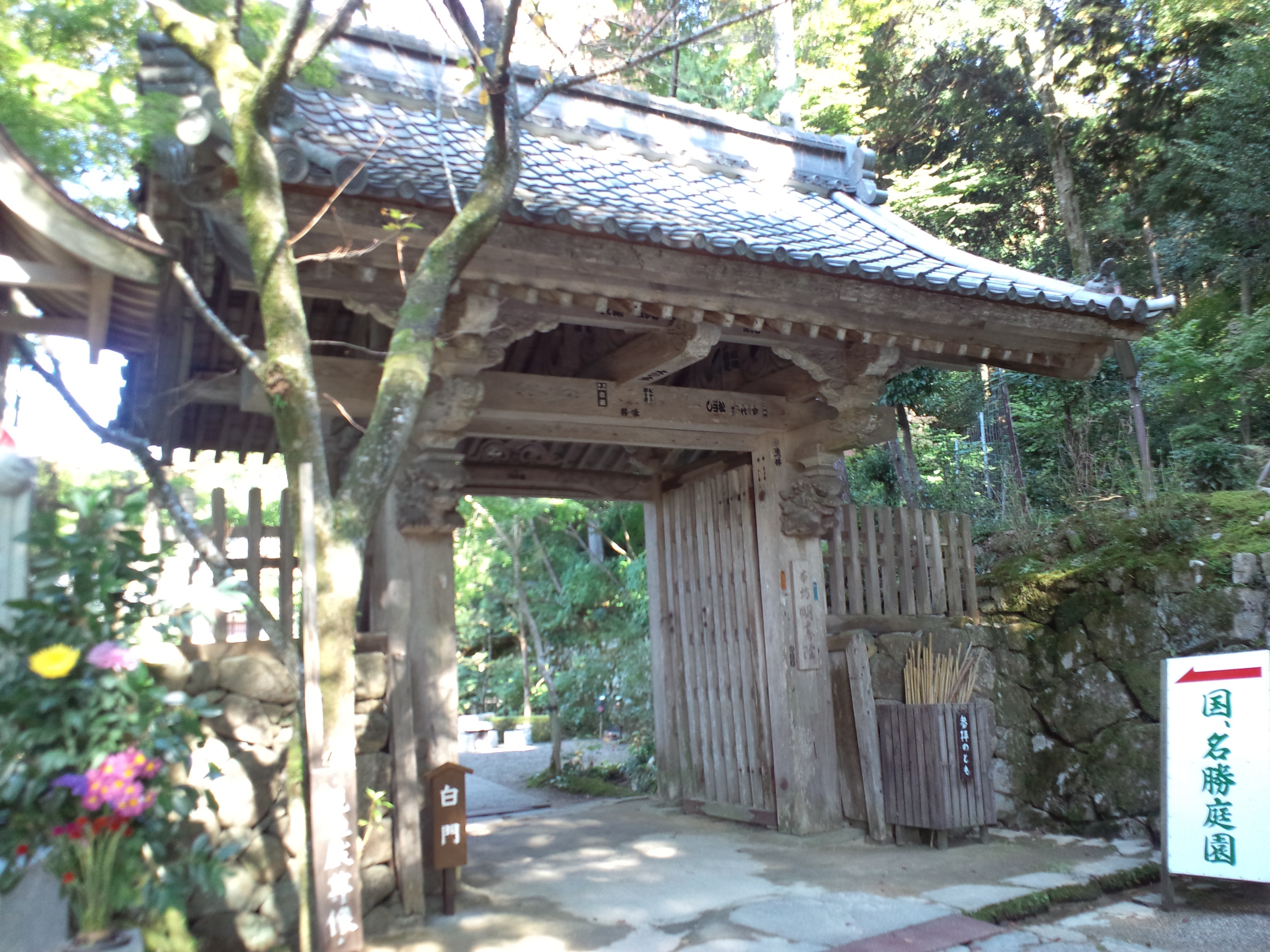
Weißes Tor
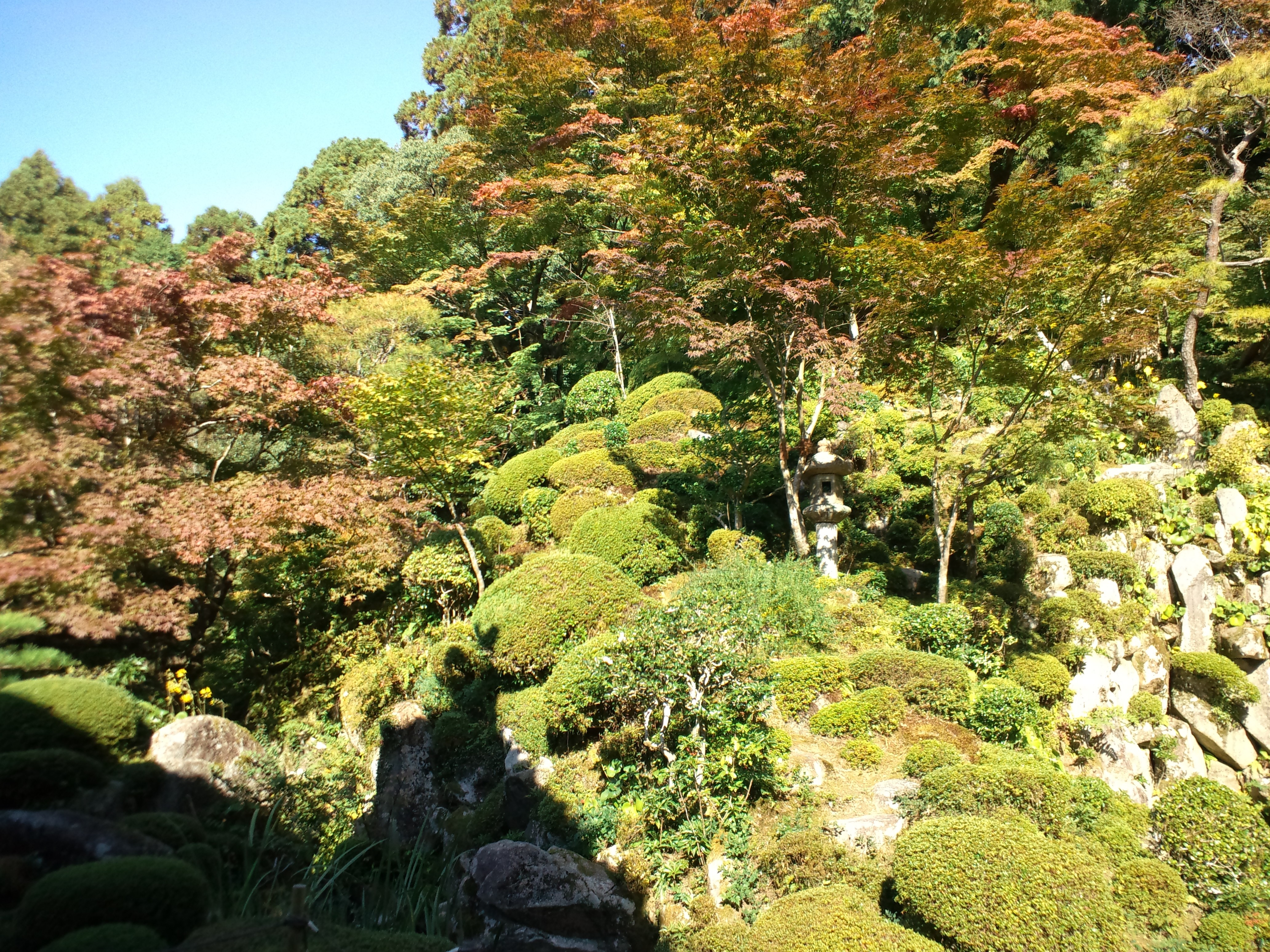
Blick in den Garten
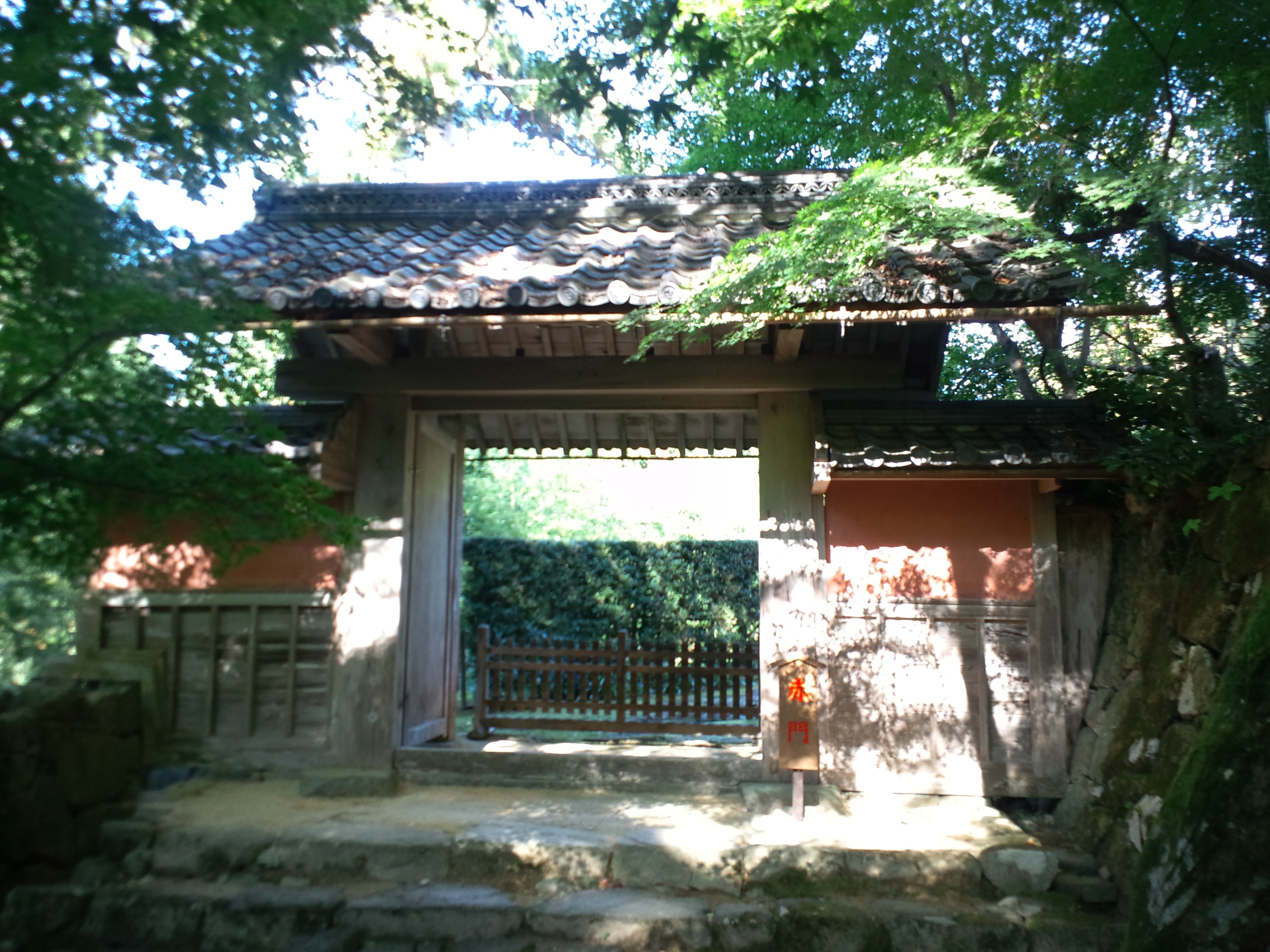
Rotes Tor
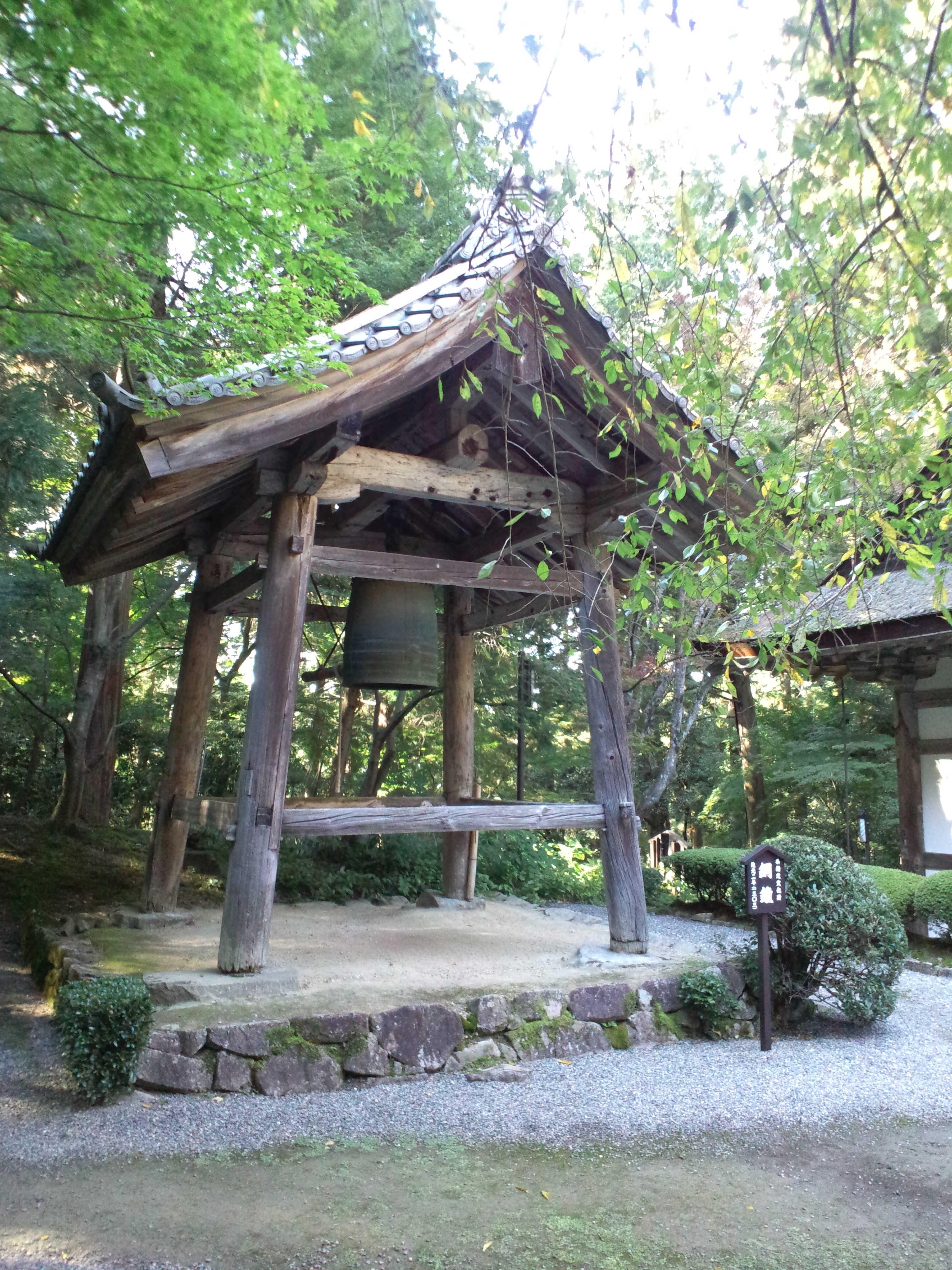
Tempelglocke